# Mihkel Aksalu
Mihkel Aksalu, född 7 november 1984 i Kuressaare, är en estländsk fotbollsspelare som spelar för Paide Linnameeskond i Meistriliiga. Han har tidigare spelat för Flora Tallinn och finska SJK samt gjort 46 landskamper för Estland.

## Karriär
Efter att spelat i flera mindre klubbar i Estland kom Aksalu till Flora Tallinn 2003. Samma år gjorde han sin första match för klubben som vann Meistriliiga. Han vann även två inhemska cuptitlar innan han värvades till engelska Sheffield United i januari 2010. Efter att ha misslyckats med att slå sig in i A-laget lånades Aksalu ut till Mansfield Town under två månader. På grund av en magskada spelade Aksalu bara tre matcher för Mansfield innan han återvände till Sheffield United i december. Han lyckades inte heller vid återkomsten till Sheffield att få speltid i A-laget och släpptes därför i januari 2012.
Mihkel Aksalu återvände till Flora Tallinn i april men lämnade redan i juni samma år för att kunna rehabilitera en ryggskada.
I april 2013 var Aksalu fullt återställd och skrev då på för finska SJK. Den säsongen vann klubben Ettan och flyttades därmed upp till Tipsligan. Under sin första säsong någonsin i den högsta serien slutade SJK 2:a bakom segrarna HJK Helsingfors. Säsongen 2015 vann SJK sitt första guld i klubbens historia, med Aksalu som lagkapten. Han blev efter säsongen utsedd till årets målvakt och till SJK:s bästa spelare. I september 2016 var han med och förde SJK till seger i Finlands cup, efter att bland annat ha räddat två straffar under straffläggningen i finalen mot HJK.

## Meriter
Flora Tallinn
- Meistriliiga: 2003
- Estländska cupen: 2008, 2009

SJK
- Tipsligan: 2015
- Finlands cup: 2016
- Finska Ligacupen: 2014
- Ettan: 2013